# Caryophyllia paradoxus
Caryophyllia paradoxus är en korallart som beskrevs av Alcock 1898. Caryophyllia paradoxus ingår i släktet Caryophyllia och familjen Caryophylliidae.
Artens utbredningsområde är Indiska oceanen. Inga underarter finns listade i Catalogue of Life.